# Megatrioza vittata
Megatrioza vittata är en insektsart som först beskrevs av Leonard D. Tuthill 1943.  Megatrioza vittata ingår i släktet Megatrioza och familjen spetsbladloppor. Inga underarter finns listade i Catalogue of Life.